# Rony Hanselmann
Rony Hanselmann (* 25. Juni 1991) ist ein liechtensteinischer Fussballspieler.

## Karriere

### Verein
In seiner Jugend spielte Hanselmann für den FC Triesenberg, bei dem er 2008 in den Herrenbereich befördert wurde. Ein Jahr später schloss er sich dem FC Balzers an. Seit 2013 ist er wieder für den FC Triesenberg aktiv.

### Nationalmannschaft
Hanselmann gab sein Länderspieldebüt in der liechtensteinischen Fussballnationalmannschaft am 12. Oktober 2010 beim 0:2 gegen Tschechien im Rahmen der Qualifikation zur Fussball-Europameisterschaft 2012, als er in der 78. Minute für Philippe Erne eingewechselt wurde. Bis 2011 war er insgesamt sechs Mal für sein Heimatland im Einsatz.